# Jenna Nighswonger
Jenna Gray Nighswonger (* 28. November 2000 in Huntington Beach) ist eine US-amerikanische Fußballspielerin. Seit Januar 2023 steht die Linksverteidigerin beim amerikanischen Erstligisten NJ/NY Gotham FC unter Vertrag und ist sie US-amerikanische Nationalspielerin.

## Karriere

### Vereine
Nighswonger begann als 13-Jährige in ihrer Heimatstadt Huntington Beach beim Slammers FC mit dem Fußballspielen. Nach ihrem Highschool-Abschluss 2018 schloss sie sich 2019 dem Frauenteam der Florida State University, den Florida State Seminoles, an. 2020 erreichte sie mit ihrem Team das Finale des NCAA Division I women's soccer tournament und erzielte im Finale gegen die Santa Clara University ein Tor; allerdings wurde das anschließende Elfmeterschießen verloren. Im folgenden Jahr gelang indes der Titelgewinn. Nighswonger fiel in diesen und den folgenden Turnieren insbesondere durch direkt verwandelte Eckstöße, sogenannte Olimpico Tore, auf.
2023 wurde sie vom NJ/NY Gotham FC gedraftet. Sie unterzeichnete zunächst einen Dreijahresvertrag und gab im Eröffnungsspiel am 27. März 2023 gegen den Angel City FC ihr Debüt, als sie für Ali Krieger eingewechselt wurde. Begann sie dort noch auf dem offensiven linken Flügel, rückte sie im weiteren Verlauf immer weiter nach hinten, bis sie sich schließlich auf der Position der linken Verteidigerin etablierte. Mit drei Toren in 20 Ligaspielen trug Nighswonger dazu bei, dass ihr Team am Ende der Saison die Playoffs gewinnen und den Meistertitel erringen konnte.

### Nationalmannschaft
Nighswonger spielte für diverse US-amerikanische U-Nationalmannschaften. Mit der U20-Nationalmannschaft der USA nahm sie an der CONCACAF U-20-Meisterschaft 2020 teil. Sie stand in allen Spielen auf dem Platz und gewann am Ende mit der USA durch einen 4:1-Finalsieg gegen Mexiko den Titel. 2023 wurde sie erstmals für die US-amerikanische A-Nationalmannschaft nominiert. Beim 3:0-Sieg gegen China am 2. Dezember 2023 gab sie ihr Debüt. Ihr erstes Länderspieltor erzielte sie per Elfmeter beim 5:0-Sieg gegen die Dominikanische Republik beim CONCACAF W Gold Cup 2024, den sie mit der USA durch einen 1:0-Sieg gegen Brasilien gewann. Im Sommer 2024 nahm Nighswonger mit den USA an den Olympischen Sommerspielen in Paris teil. Sie spielte in den ersten fünf Spielen selbst; im Finale, das abermals mit 1:0 gegen Brasilien gewonnen wurde, blieb sie ohne Einsatz, konnte aber gleichwohl mit den USA die Goldmedaille gewinnen.